# Brett Holman
Brett Holman (Bankstown, Sydney, New South Wales 27 de Março de 1984) é um ex-jogador de futebol profissional australiano que jogava como médio atacante ou extremo esquerdo.

## Juventude
Fez os seus estudos do ensino secundário na Christian Brothers' Hight School em Lewisham, New South Wales. Filho de pais irlandeses que emigraram para a Australia.

## Carreira
Holman representou a Seleção Australiana de Futebol, nas Olimpíadas de 2004. 

## Estatísticas de carreira
| Clube               | Época | Liga | Liga | Taça | Taça | Europeu | Europeu | Total | Total | Total |
| Clube               | Época | Jgs  | Gls  | Jgs  | Gls  | Jgs     | Gls     | Jgs   | Gls   |       |
| ------------------- | ----- | ---- | ---- | ---- | ---- | ------- | ------- | ----- | ----- | ----- |
| Parramatta Power    | 01-02 | 12   | 6    | 0    | 0    | 0       | 0       | 12    | 6     |       |
| Excelsior Rotterdam | 02-03 | 30   | 6    | 2    | 0    | 0       | 0       | 32    | 6     |       |
| Excelsior Rotterdam | 03-04 | 34   | 6    | 1    | 1    | 0       | 0       | 35    | 7     |       |
| Excelsior Rotterdam | 04-05 | 33   | 13   | 2    | 1    | 0       | 0       | 35    | 14    |       |
| Excelsior Rotterdam | 05-06 | 37   | 14   | 3    | 1    | 0       | 0       | 40    | 15    |       |
| Total               |       | 134  | 39   | 8    | 3    | 0       | 0       | 142   | 42    |       |
| NEC Nijmegen        | 06-07 | 32   | 7    | 0    | 0    | 0       | 0       | 32    | 7     |       |
| NEC Nijmegen        | 07-08 | 27   | 6    | 2    | 2    | 0       | 0       | 29    | 8     |       |
| Total               |       | 59   | 13   | 2    | 2    | 0       | 0       | 61    | 15    |       |
| AZ Alkmaar          | 08-09 | 16   | 1    | 1    | 0    | 0       | 0       | 17    | 1     |       |
| AZ Alkmaar          | 09-10 | 24   | 5    | 2    | 1    | 6       | 0       | 32    | 6     |       |
| Total               |       | 40   | 6    | 3    | 1    | 6       | 0       | 49    | 7     |       |
| Career Totals       |       | 245  | 64   | 13   | 6    | 6       | 0       | 264   | 70    |       |

## Carreira internacional
A 19 de Junho de 2010, Holman marcou o golo inaugural contra o Gana na Copa do Mundo FIFA de 2010 na África do Sul, jogo que terminou num empate a 1-1.